# Mark Sutcliffe
Mark Sutcliffe (Ottawa, 14 luglio 1968) è un politico, giornalista e editore canadese, sindaco di Ottawa dal 2022.
È il quinto sindaco della capitale canadese, nonché il primo di origini britanniche.

## Biografia
Mark Sutcliffe è nato al Riverside Hospital il 14 luglio 1968, ed è figlio dell'accademico John Michael Sutcliffe e Florence Yelim. Suo padre era britannico mentre sua madre era francese. 
Si è laureato in Scienze politiche e ha fondato l'Ottawa Business Journal, celebre quotidiano canadese.

### Carriera politica
Iniziò la sua carriera politica a metà degli anni '90, a livello locale, fino al 2002, quando si iscrisse al Nuovo Partito Democratico, dove rimase per alcuni anni.

#### Candidatura a sindaco di Ottawa
Il 13 novembre 2021, Sutcliffe ha annunciato la sua candidatura a sindaco di Ottawa nelle elezioni municipali dell'anno successivo. Presentatosi come  moderato, la sua campagna elettorale si è concentrata sul contrasto al crimine e sulla pubblica sicurezza.
Grazie all'appoggio di diversi esponenti di spicco sia del Partito Liberale del Canada che del Partito Conservatore del Canada, ha vinto le elezioni comunali del 2022 con il 51,37% dei voti, con un ampio margine su tutti gli altri candidati.

## Vita privata
Sposato dal 2008 con Gynn Sutcliffe, ha tre figli: Erika, Jack and Kate.